# Ceabanove, Krîvîi Rih
Ceabanove (în ucraineană Чабанове) este un sat în comuna Cervone din raionul Krîvîi Rih, regiunea Dnipropetrovsk, Ucraina.

## Demografie
Componența lingvistică a localității Ceabanove
     Ucraineană (91,73%)
     Rusă (6,39%)
     Alte limbi (0,38%)
Conform recensământului din 2001, majoritatea populației localității Ceabanove era vorbitoare de ucraineană (91,73%), existând în minoritate și vorbitori de rusă (6,39%) și armeană (1,13%).